# Scytinostromella olivaceoalba
Scytinostromella olivaceoalba är en svampart som först beskrevs av Bourdot & Galzin, och fick sitt nu gällande namn av Ginns & M.N.L. Lefebvre 1993. Scytinostromella olivaceoalba ingår i släktet Scytinostromella, ordningen Russulales, klassen Agaricomycetes, divisionen basidiesvampar och riket svampar.   Inga underarter finns listade i Catalogue of Life.